# Khxevan
Khxevan fou un títol reial de la Sogdiana. Els heftalites apareixen al segle v dirigits per un sobirà anomenat Akhxunwar, nom que probablement era una deformació del títol reial sogdià i no pas un nom propi.